# MythTV
MythTV — программный пакет, предоставляющий функции, широко известные как PVR или DVR (личный или цифровой видеомагнитофон), позволяющие построить HTPC.
MythTV является программным обеспечением с открытым исходным кодом. Лицензия GNU GPL.
MythTV работает под управлением GNU/Linux, Mac OS X (PowerPC и Intel), FreeBSD.
MythTV состоит из каркаса и набора модулей (плагинов), что позволяет ей расширяться за счет сторонних программистов.

## Сетевая архитектура
Сетевая архитектура MythTV реализует концепцию «клиент-сервер» и состоит из двух уровней: серверного (backend) и клиентского (frontend).
Простая конфигурация состоит из одного сервера, обслуживающего одного клиента, расположенного на том же компьютере. Сложная конфигурация состоит из множества серверов и клиентов, работающих на нескольких компьютерах, внешних медиа-модулях или игровых приставках.

## Возможности
| Модуль      | Функциональность |
| ----------- | --- |
| MythBrowser | Мини браузер |
| MythDVD     | Воспроизведение и копирование DVD и VCD                                                                                     |
| MythArchive | Создание DVD или ISO образов с записанными передачами, файлами MythVideo и любыми видео файлами, доступными в вашей системе |
| MythGallery | Галерея и screen saver для показа фотографий                                                                                |
| MythGame    | Интерфейс для игровых эмуляторов                                                                                            |
| MythMusic   | Воспроизведение, запись и каталогизация музыки                                                                              |
| MythNews    | Поддержка Really Simple Syndication (RSS)                                                                                   |
| MythVideo   | Поддержка воспроизведения видео, не связанного с MythTV                                                                     |
| MythWeather | Модуль вывода прогноза погоды и климатических карт                                                                          |
| MythWeb     | Интерфейс для внешнего доступа web-browser к MythTV                                                                         |
| MythPhone   | Поддержка Session Initiation Protocol (SIP)                                                                                 |

## Операционные системы включающие MythTV
- LinuxMCE (основан на Kubuntu)
- Mythbuntu (основана на Ubuntu)
- KnoppMyth[англ.] (основан на Knoppix)
- LinHES[англ.] (основан на Arch Linux)
- MythDora[англ.] (основана на Fedora)
- ALTLinux